# Wattlesborough Hall
Wattlesborough Hall är ett slott i Storbritannien.   Det ligger i grevskapet Shropshire i riksdelen England, i den södra delen av landet, 230 km nordväst om huvudstaden London. Wattlesborough Hall ligger 141 meter över havet.
Terrängen runt Wattlesborough Hall är platt åt nordost, men åt sydväst är den kuperad. Runt Wattlesborough Hall är det ganska tätbefolkat, med 160 invånare per kvadratkilometer. Närmaste större samhälle är Shrewsbury, 13,7 km öster om Wattlesborough Hall. Trakten runt Wattlesborough Hall består i huvudsak av gräsmarker.